# Личков, Леонид Семёнович
Леонид Семёнович Личков (5.4.1855—24.2.1943) — российский статистик и публицист.

## Биография
Леонид Семёнович Личков родился в 1855 году в Холмогорах.
Из мещан.
Окончил Архангельскую гимназию. Обучался в Петровской земледельческой академии в Москве, но курса её не окончил из-за «прикосновенности» к студенческим волнениям. С 1870-х участвовал в народническом движении, затем — либеральный народник. В марте 1876 привлечён к дознанию по обвинению в участии в противоправительственном обществе. Подчинён секретному надзору в Москве. По высочайшему повелению 17.7.1877 дело о нём было прекращено.
В 1879—1880 годах участвовал в исследовании архангельским губернским статским комитетом поземельной общины и в составлении библиографии по литературе края.
В 1881—1887 годах состоял на земской службе, сначала по статистике, в Рязани и Саратове (заведывающим бюро), затем в должности секретаря саратовской губернской земской управы.
В 1887—1892 годах, вместе с Н. М. Астыревым, Е. А. Смирновым и М. М. Дубенским, исследовал Иркутскую и Енисейскую губернии, при чём ими был применён метод земских статистических работ. Результаты этого исследования изданы под заголовком «Материалы по исследованию землепользования и хозяйственного быта сельского населения Иркутской и Енисейской губерний».
Затем Л. С. Личков переехал в Киев, где служил в Крестьянском поземельном банке. Сотрудничал в столичных и местных печатных периодических изданиях передового направления по вопросам экономическим, являясь защитником общинного строя и невмешательства в общинные распорядки.
Был членом киевской ложи «Заря», входившей в союз Великого востока народов России. Затем досточтимый мастер ложи «Рассвет» в Киеве.
Затем, по 1917, работал в Киевском университете. С 1915 по 1918 библиотекарь, с 1919 до начала 1920-х директор (заведующий) Киевской публичной библиотеки. С 1920 вплоть до выхода на пенсию в 1930 заведовал городским статистическим бюро. Работу сочетал с участием в общественной жизни города (Киевское общество грамотности, Литературно-артистическое общество и др.), научной, краеведческой и публицистической деятельностью. Умер в оккупированном немцами городе.
В Энциклопедическом словаре Брокгауза и Ефрона поместил несколько статей («Сервитуты», «Якуты» и др.).
В 1904 году в Киеве вышел сборник статей Личкова под названием: «Очерки из прошлого и настоящего Черноморского побережья Кавказа».
Скончался в 1943 году.